# Partidul Socialist Bulgar
Partidul Socialist Bulgar (bulgară: Balgarska Socialističeska Partija sau Българската социалистическа партия) (PSB sau БСП), cunoscut și ca Centenarian (bulgară: Столетницата sau Stoletnicata) este un partid social-democrat din Bulgaria și succesor al Partidului Comunist Bulgar. Este membru al Partidului Socialiștilor Europeni cu o poziție pro-UE, deși a adoptat unele poziții eurosceptice și a solicitat încetarea sancțiunilor UE împotriva Rusiei. PSB este de asemenea membru al Internaționalei Socialiste. 

## Istorie
Partidul Socialist Bulgar este recunoscut ca succesor al Partidului Socialist al Muncitorilor din Bulgaria creat pe 2 august 1891 pe vârful Buzludzha de Dimitar Blagoev⁠(d), desemnat în 1903 ca Partidul Socialist al Muncitorilor din Bulgaria (socialiștii radicali) și mai târziu drept Partidul Comunist Bulgar. Partidul a fost format după schimbările politice din 1989, când Partidul Comunist a abandonat Marxism-leninismul și s-a refondat ca "Partidul Socialist Bulgar" în aprilie 1990.
Partidul a format un guvern după Alegerile Adunării Constituționale din 1990, dar a fost forțat să demisioneze după o grevă generală din decembrie. Un guvern nepartizian condus de Dimitar Popov⁠(d) a preluat conducerea până la următoarele alegeri din octombrie 1991. După aceea, partidul a fost limitat la opoziție. Ca parte a coaliției Stânga Democrată (precursor al Coaliției Bulgariei), a contribuit la formarea unui nou guvern în 1995, condus de liderul BSP Zhan Videnov⁠(d) în calitate de prim-ministru. Termenul său sa încheiat la sfârșitul anului 1996, după ce țara a intrat într-o spirală de hiperinflație, cea mai gravă criză economică și financiară din istoria sa recentă. Manifestările la scară largă în orașe și o grevă generală au împiedicat formarea unui nou guvern socialist.
În 2001, președintele partidului Gheorghi Părvanov a fost ales ca președinte al Bulgariei în al doilea tur, învingându-l pe candidatul SDS în funcție la cel de-al doilea tur de scrutin. Parvanov a demisionat din funcția de președinte al partidului și a fost succedat de Serghei Stanișev.
După două mandate complete din putere (1997-2005), BSP și aliații săi din Coaliția pentru Bulgaria au câștigat alegerile naționale din 2005 cu 31,0% din voturi și au format un guvern de coaliție cu partidul centrist Mișcarea Națională Simeon II și Mișcarea pentru Drepturi și Libertăți (DPS). Cabinetul a fost condus de primul-ministru și președintele BSP, Serghei Stanișev. În 2006, Georgi Parvanov a fost reales președinte printr-o majoritate zdrobitoare de voturi, devenind primul președinte bulgar care a fost reales direct de către public. În 2007, Bulgaria a devenit membru al Uniunii Europene. Ulterior, tripla coaliție a pierdut milioane de euro din ajutorul financiar european în urma acuzațiilor de corupție politică pe scară largă. De asemenea, cabinetul nu a reușit să reacționeze la criza economică mondială invadatoare și mandatul său s-a încheiat cu un deficit bugetar după câțiva ani succesivi de surplus.
La alegerile parlamentare din 2009, PSB a fost înfrânt de noul partid conservator GERB, obținând 37 din cele 240 de mandate de parlamentari (18%), și a trecut în opoziție.
La alegerile parlamentare din 2013, partidul a obținut 26.6%, fiind în spatele GERB care a obținut 30.5%. Cu toate acestea, candidatul partidului la prim-ministru, Plamen Oresharski, și propusul său guvern a fost ales cu sprijinul parlamentarilor BSP și DPS. Numirea controversatului magnat media Delyan Peevski⁠(d) în funcția de șef al agenției de securitate de stat DANS, a stârnit proteste pe scară largă la 14 iunie. Manifestările care au cerut guvernului să demisioneze au continuat până când guvernul a demisionat în iulie anul următor.

## Membrii
Partidul este cel mai mare din Bulgaria după numărul de membri, din 2016 având 105.000 de membri, în scădere de la 130.000 în 2013, 150.000 în 2012, 210.000 în 2009, 250.000 în 1996 și aproximativ 1 milion de membri în timpul conducerii comuniste târzii (1946-1990).

## Președinți ai PSB
| No. | Name (Birth–Death)              | Portrait | Term of office    | Term of office    |
| --- | ------------------------------- | -------- | ----------------- | ----------------- |
| 1   | Aleksandar Lilov⁠(d) (1933–2013) |          | 3 aprilie 1990    | 12 decembrie 1991 |
| 2   | Zhan Videnov⁠(d) (1959– )        |          | 12 December 1991  | 21 December 1996  |
| 3   | Gheorghi Părvanov (1957–)       |          | 21 decembrie 1996 | 5 decembrie 2001  |
| 4   | Serghei Stanișev (1966–)        |          | 5 decembrie 2001  | 27 iulie 2014     |
| 5   | Mihail Mikov⁠(d) (1960–)         |          | 27 iulie 2014     | 8 mai 2016        |
| 6   | Kornelia Ninova (1969–)         |          | 8 mai 2016        | Prezent           |

## Istorie electorală

### Adunarea Națională
Următorul este un rezumat al rezultatelor BSP la alegerile legislative pentru  Adunarea Națională Bulgară. 
| Alegeri        | În coaliție cu           | Voturi             | Procente           | Locuri câștigate   | Schimbare          | Guvern             |
| Alegeri        | În coaliție cu           | (Coalition totals) | (Coalition totals) | (Coalition totals) | (Coalition totals) | Guvern             |
| -------------- | ------------------------ | ------------------ | ------------------ | ------------------ | ------------------ | ------------------ |
| 1990           | Nu                       | 2,887,766          | 47.15 (#1)         | 211 / 400          | ▬                  | Guvern             |
| 1991           | Uniune Preelectorală     | 1,836,050          | 33.1 (#2)          | 106 / 240          | ▼ 105              | Opoziție           |
| 1994           | Stânga Democrată         | 2,262,943          | 43.50 (#1)         | 125 / 240          | ▲ 19               | Guvern             |
| 1997           | Stânga Democrată         | 939,308            | 22.1 (#2)          | 58 / 240           | ▼ 67               | Opoziție           |
| 2001           | Coaliția pentru Bulgaria | 783,372            | 17.15 (#3)         | 48 / 240           | ▼ 10               | Opoziție           |
| 2005           | Coaliția pentru Bulgaria | 1,129,196          | 31.0 (#1)          | 82 / 240           | ▲ 34               | Guvern             |
| 2009           | Coaliția pentru Bulgaria | 748,114            | 17.7 (#2)          | 40 / 240           | ▼ 42               | Opoziție           |
| 2013           | Coaliția pentru Bulgaria | 942,541            | 26.61 (#2)         | 84 / 240           | ▲ 44               | Guvern             |
| 2014           | BSP - Stânga Bulgară     | 505,527            | 15.40 (#2)         | 39 / 240           | ▼ 45               | Opoziție           |
| 2017           | BSP pentru Bulgaria      | 955,490            | 27.20 (#2)         | 80 / 240           | ▲ 41               | Opoziție           |
| Aprilie 2021   | BSP pentru Bulgaria      | 480,146            | 14.79 (#3)         | 43 / 240           | ▼ 37               | Alegeri anticipate |
| Iulie 2021     | BSP pentru Bulgaria      | 365,695            | 13.39 (#3)         | 36 / 240           | ▼ 7                | Alegeri anticipate |
| Noiembrie 2021 | BSP pentru Bulgaria      | 267,816            | 10.07 (#4)         | 26 / 240           | ▼ 10               | Guvern             |
| 2022           | BSP pentru Bulgaria      | 232,958            | 8.98 (#5)          | 25 / 240           | ▼ 1                | Alegeri anticipate |
| 2023           | BSP pentru Bulgaria      | 225,814            | 8.57 (#5)          | 23 / 240           | ▼ 2                | Opoziție           |
| Iunie 2024     | BSP pentru Bulgaria      | 151,560            | 6.85 (#5)          | 19 / 240           | ▼ 4                | Alegeri anticipate |
| Octombrie 2024 | BSP – Stânga Unită       | 184,403            | 7.32 (#5)          | 19 / 240           | ▬ 0                | Guvern             |

### Parlamentul European
| alegeri | # Locuri câștigate | # Total voturi | % din votul popular | poziție |
| ------- | ------------------ | -------------- | ------------------- | ------- |
| 2007    | 5 / 18             | 414,786        | 21.41%              | 2       |
| 2009    | 4 / 18             | 476,618        | 18.50%              | 2       |
| 2014    | 4 / 17             | 424,037        | 18.93%              | 2       |
| 2019    | 5 / 17             | 474,160        | 24.26%              | 2       |